# 蒙泰格罗托泰尔梅
蒙泰格罗托泰尔梅（義大利語：Montegrotto Terme），是意大利威尼托大区帕多瓦省的一个市镇。总面积15.25平方公里，人口11025人，人口密度723.0人/平方公里（2009年）。国家统计（ISTAT）代码为028057。